# Przewód nosowo-łzowy
Przewód nosowo-łzowy (łac. ductus nasolacrimalis) – część narządu łzowego, przewód łączący worek spojówkowy (za pośrednictwem kanalików łzowych) z jamą nosową u większości kręgowców czworonożnych, umożliwiający odpływ łez. U jaszczurek łączy worek spojówkowy z jamą gębową, u węży z przewodem narządu Jacobsona. U żółwi nie występuje, łzy wypływają u nich przez szpary powiek. U ssaków jego odcinek początkowy jest rozszerzony, wytwarzając woreczek łzowy, a odcinek końcowy uchodzi do jamy nosowej na granicy jej przedsionka ujściem nosowo-łzowym (ostium nasolacrimale).
U człowieka przewód nosowo-łzowy zaczyna się w miejscu przejścia dołu woreczka łzowego w kanał nosowo-łzowy jako niewyraźnie odgraniczone przedłużenie woreczka łzowego. Biegnie w kanale nosowo-łzowym w dół i lekko w bok, przylegając do zatoki szczękowej. Uchodzi za przednim końcem małżowiny nosowej dolnej do przewodu nosowego dolnego. Przy jego ujściu przyśrodkowa ściana przewodu nosowo-łzowego tworzona jest przez fałd błony śluzowej noszący nazwę fałdu łzowego (plica lacrimalis). Ma długość ok. 15 mm i średnicę 4 mm. Wysłany jest nabłonkiem dwuwarstwowym lub wielowarstwowym walcowatym, a w pobliżu ujścia do jamy nosowej – nabłonkiem wielorzędowym orzęsionym.